# 桂就延
桂 就延（かつら なりのぶ）は、戦国時代の武将。毛利氏の家臣。父は桂広澄。兄に桂元澄と桂元忠。弟に桂保和。嫡男は桂元次。初名は元信。通称は源右衛門尉。

## 生涯
毛利氏庶流の重臣である桂広澄の三男として生まれる。初めは元信と名乗り、後に就延と改名した。
天文19年（1550年）7月12日から7月13日にかけて、毛利元就の命により井上元兼をはじめとする安芸井上氏の一族30余名が粛清されたが、この時に就延は元就の命を受け、吉田郡山城に呼び出された井上就兼を殺害した。
安芸井上氏粛清後の同年7月20日に書かれ、毛利氏家臣238名が連署して毛利氏への忠誠を再確認した起請文では、9番目に「桂源右衛門尉就延」と署名している。
天文20年（1551年）1月1日に作成された番帳において、大中兵衛尉と児玉就光と共に2番に列せられる。
弘治2年（1556年）4月14日に死去。嫡男の桂元次が後を継いだ。